# Pietro Malombra
Pietro Malombra (né à Crémone en 1556 et mort à Venise en1618) est un peintre italien de la fin de la Renaissance, actif à Venise qui devint chancelier de la république.

## Biographie
Pietro Malombra est né à Crémone. Il a appris la peinture auprès de Giuseppe Porta. Il représente  des événements d'État et décore des bureaux gouvernementaux et des églises à Venise et Padoue. Il était aussi poète.
Il peint des toiles pour l'église de San Francesco di Paola dans le Sestriere Castello à Venise ainsi que les fonctions civiques des conseils de Venise.
Pietro Malombra est mort  à Venise en 1618.
Son fils, Giuseppe Malombra, était également peintre.

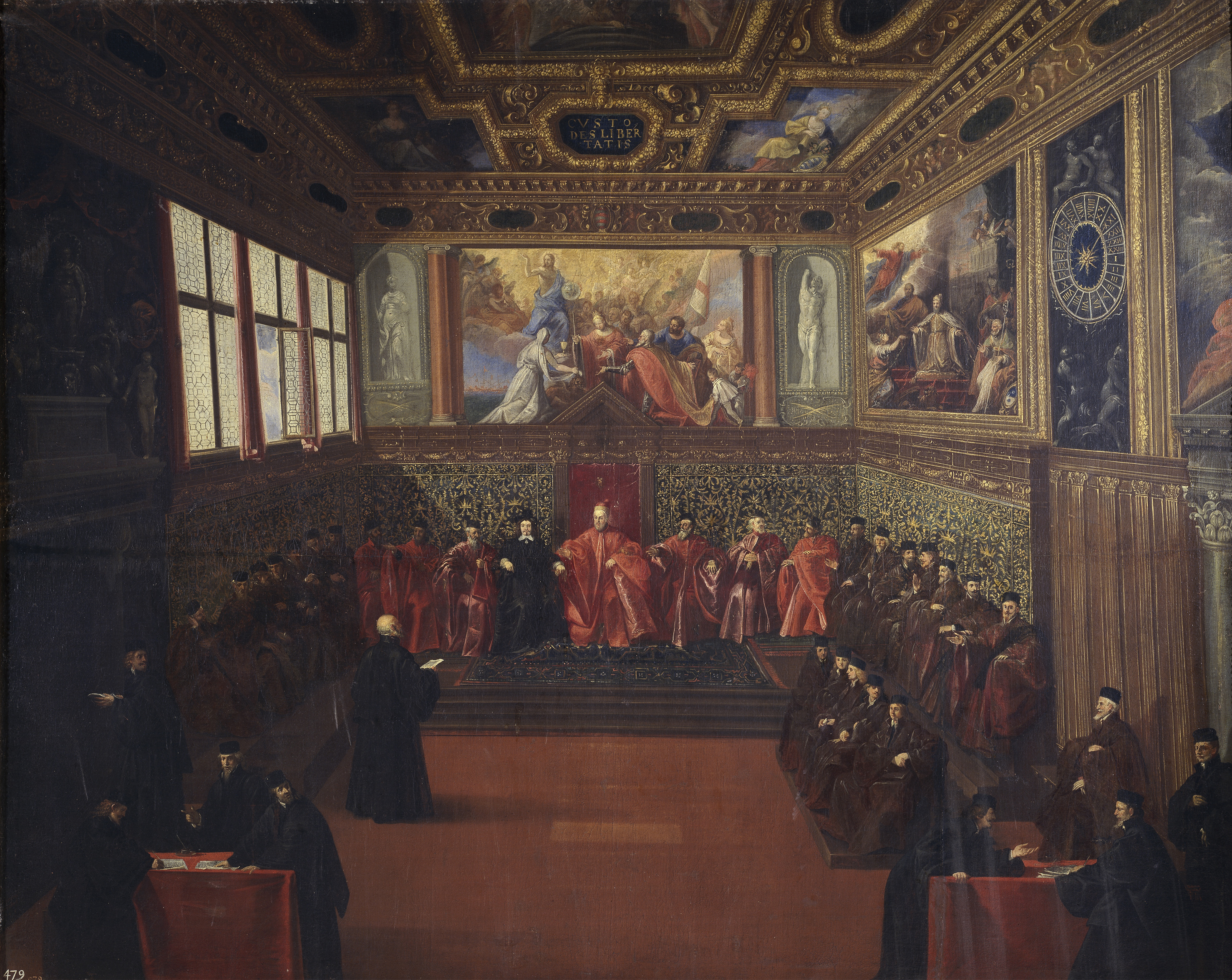
Audience de l'ambassadeur d'Espagne devant le Collège Complet de Venise, 1604. Musée du Prado, Madrid)